# Melillaia desbrochersi
Melillaia desbrochersi är en insektsart som beskrevs av Lethierry 1889. Melillaia desbrochersi ingår i släktet Melillaia och familjen dvärgstritar. Inga underarter finns listade i Catalogue of Life.